# کوارترهای زیبای آمریکا

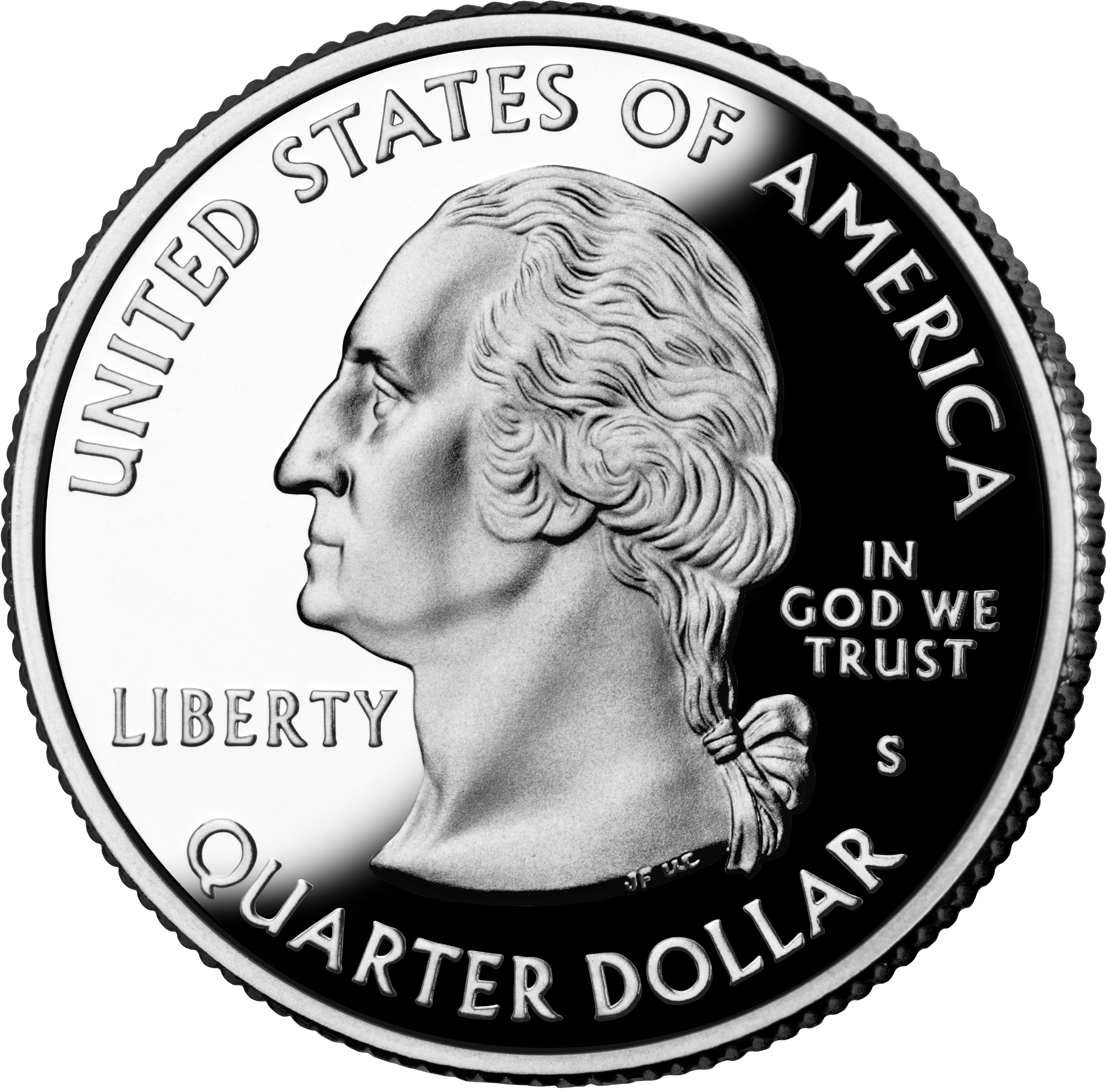
تصویر ثابت کوارترهای زیبای آمریکا

کوارترهای زیبای آمریکا بعد از انتشار موفقیت‌آمیز سکه‌های کوارترهای ۵۰ ایالت از سال ۱۹۹۹ تا ۲۰۰۸ و کوارترهای مناطق آزاد در سال ۲۰۰۹ بانک مرکزی ایالات متحده برنامه انتشار سکه‌های America the Beautiful Quarters را شروع نمود که طبق جدول و فرمول تصویب شده طی ۱۲ سال از ۲۰۱۰ شروع و تا ۲۰۲۱ ادامه خواهد داشت.
طبق برنامه هر سال ۵ عدد از این سکه‌ها ضرب می‌شود که تا تاریخ ۱۶ نوامبر ۲۰۱۵، نیمی از این پروژه اجرا و ۳۰ عدد از این سکه‌ها ضرب شده‌است که با تصاویری از پارک‌های ملی ملی، طبیعت زیبای آمریکا و ساختمان‌ها و بناهای معروف و تاریخی و ... از سرتاسر ایالات متحده آمریکا مزین شده‌است و روی دیگر سکه طبق معمول همان تصویر معروف جرج واشنگتن می‌باشد.
دو ضرابخانه دولتی آمریکا، دنور و فیلادلفیا مسئولیت این پروژه را به عهده دارند و هر کدام طبق سهمیه پیش‌بینی شده اقدام به ضرب این سکه‌ها می‌نمایند.

## کوارترهای مناطق آزاد
در سال ۲۰۰۹، شش عدد کوارتر مناطق خودگردان و نواحی آزاد آمریکا شامل جزایر ماریانای شمالی، جزایر ویرجین، ساموآی غربی، گوآم، پورتریکو و منطقه کلمبیا ضرب شد.

## درباره سکه‌ها
جدول زیر مشخصات کاملی از سال ضرب، تعداد، ایالت و تاریخ ایجاد منطقه روی سکه و طرح آن را نشان می‌دهد:
| سال ضرب | ردیف                             | ایالت                | موقعیت تصویر                                                    | نقش و طرح | تاریخ انتشار (تاریخ ایجاد بنا)         | تعداد ضرب   | تعداد ضرب   | تعداد ضرب   |
| سال ضرب | ردیف                             | ایالت                | موقعیت تصویر                                                    | نقش و طرح | تاریخ انتشار (تاریخ ایجاد بنا)         | دنور        | فیلادلفیا   | جمع         |
| ------- | -------------------------------- | -------------------- | --------------------------------------------------------------- | --------- | -------------------------------------- | ----------- | ----------- | ----------- |
| ۲۰۱۰    | ۱                                | آرکانزاس             | پارک ملی Hot Springs                                            |           | April 19, 2010 (April 20, 1832)        | ۳۴٬۰۰۰٬۰۰۰  | ۳۵٬۶۰۰٬۰۰۰  | ۶۹٬۶۰۰٬۰۰۰  |
| ۲۰۱۰    | ۲                                | وایومینگ             | پارک ملی Yellowstone                                            |           | June 1, 2010 (March 1, 1872)           | ۳۴٬۸۰۰٬۰۰۰  | ۳۳٬۶۰۰٬۰۰۰  | ۶۸٬۴۰۰٬۰۰۰  |
| ۲۰۱۰    | ۳                                | کالیفرنیا            | پارک ملی Yosemite                                               |           | July 26, 2010 (October 1, 1890)        | ۳۴٬۸۰۰٬۰۰۰  | ۳۵٬۲۰۰٬۰۰۰  | ۷۰٬۰۰۰٬۰۰۰  |
| ۲۰۱۰    | ۴                                | آریزونا              | پارک ملی Grand Canyo                                            |           | September 20, 2010 (February 20, 1893) | ۳۵٬۴۰۰٬۰۰۰  | ۳۴٬۸۰۰٬۰۰۰  | ۷۰٬۲۰۰٬۰۰۰  |
| ۲۰۱۰    | ۵                                | آرگون                | کوه و جنگل ملی Hood                                             |           | November 15, 2010 (September 28, 1893) | ۳۴٬۴۰۰٬۰۰۰  | ۳۴٬۴۰۰٬۰۰۰  | ۶۸٬۸۰۰٬۰۰۰  |
| ۲۰۱۱    | ۶                                | پنسیلوانیا           | پارک ملی نظامی Gettysburg                                       |           | January 24, 2011 (February 11, 1895)   | ۳۰٬۴۰۰٬۰۰۰  | ۳۰٬۸۰۰٬۰۰۰  | ۶۱٬۲۰۰٬۰۰۰  |
| ۲۰۱۱    | ۷                                | مونتانا              | پارک ملی Glacier                                                |           | April 4, 2011 (February 22, 1897)      | ۳۱٬۲۰۰٬۰۰۰  | ۳۰٬۴۰۰٬۰۰۰  | ۶۱٬۶۰۰٬۰۰۰  |
| ۲۰۱۱    | ۸                                | واشینگتن             | پارک ملی Olympic                                                |           | June 13, 2011 (February 22, 1897)      | ۳۰٬۶۰۰٬۰۰۰  | ۳۰٬۴۰۰٬۰۰۰  | ۶۱٬۰۰۰٬۰۰۰  |
| ۲۰۱۱    | ۹                                | میسی سیپی            | پارک ملی نظامی Vicksburg                                        |           | August 29, 2011 (February 21, 1899)    | ۳۳٬۴۰۰٬۰۰۰  | ۳۰٬۸۰۰٬۰۰۰  | ۶۴٬۲۰۰٬۰۰۰  |
| ۲۰۱۱    | ۱۰                               | اوکلاهاما            | منطقه ملی تفریحی Chickasaw                                      |           | November 14, 2011 (July 1, 1902)       | ۶۹٬۴۰۰٬۰۰۰  | ۷۳٬۸۰۰٬۰۰۰  | ۱۴۳٬۲۰۰٬۰۰۰ |
| ۲۰۱۲    | ۱۱                               | پورتریکو             | جنگل ملی El Yunque                                              |           | January 23, 2012 (January 17, 1903)    | ۲۵٬۰۰۰٬۰۰۰  | ۲۵٬۸۰۰٬۰۰۰  | ۵۰٬۸۰۰٬۰۰۰  |
| ۲۰۱۲    | ۱۲                               | نیومکزیکو            | پارک ملی تاریخی Chaco Culture                                   |           | April 2, 2012 (March 11, 1907)         | ۲۲٬۰۰۰٬۰۰۰  | ۲۲٬۰۰۰٬۰۰۰  | ۴۴٬۰۰۰٬۰۰۰  |
| ۲۰۱۲    | ۱۳                               | ماین                 | پارک ملی Acadia                                                 |           | June 11, 2012 (July 8, 1916)           | ۲۱٬۶۰۶٬۰۰۰  | ۲۴٬۸۰۰٬۰۰۰  | ۴۶٬۴۰۶٬۰۰۰  |
| ۲۰۱۲    | 14Hawaii Volcanoes National Park | هاوایی               | پارک ملی آتشفشانهای هاوایی                                      |           | August 27, 2012 (August 1, 1916)       | ۷۸٬۶۰۰٬۰۰۰  | ۴۶٬۲۰۰٬۰۰۰  | ۱۲۴٬۸۰۰٬۰۰۰ |
| ۲۰۱۲    | ۱۵                               | آلاسکا               | پارک ملی و حفاظت شده Denali                                     |           | November 5, 2012 (February 26, 1917)   | ۱۶۶٬۶۰۰٬۰۰۰ | ۱۳۵٬۴۰۰٬۰۰۰ | ۳۰۲٬۰۰۰٬۰۰۰ |
| ۲۰۱۳    | ۱۶                               | نیو همپشایر          | جنگل ملی و کوهستان سفید                                         |           | January 28, 2013 (May 16, 1918)        | ۱۰۷٬۶۰۰٬۰۰۰ | ۶۸٬۸۰۰٬۰۰۰  | ۱۷۶٬۴۰۰٬۰۰۰ |
| ۲۰۱۳    | ۱۷                               | اوهایو               | یادبود صلح بین‌المللی و Perry's Victory                          |           | April 1, 2013 (March 3, 1919)          | ۱۳۱٬۶۰۰٬۰۰۰ | ۱۰۷٬۸۰۰٬۰۰۰ | ۲۳۹٬۴۰۰٬۰۰۰ |
| ۲۰۱۳    | ۱۸                               | نوادا                | پارک ملی Great Basin                                            |           | June 10, 2013 (January 24, 1922)       | ۱۴۱٬۴۰۰٬۰۰۰ | ۱۲۲٬۴۰۰٬۰۰۰ | ۲۶۳٬۸۰۰٬۰۰۰ |
| ۲۰۱۳    | ۱۹                               | مریلند               | Fort McHenry                                                    |           | August 26, 2013 (March 3, 1925)        | ۱۵۱٬۴۰۰٬۰۰۰ | ۱۲۰٬۰۰۰٬۰۰۰ | ۲۷۱٬۴۰۰٬۰۰۰ |
| ۲۰۱۳    | ۲۰                               | داکوتای جنوبی        | کوه راشمور                                                      |           | November 4, 2013 (March 3, 1925)       | ۲۷۲٬۴۰۰٬۰۰۰ | ۲۳۱٬۸۰۰٬۰۰۰ | ۵۰۴٬۲۰۰٬۰۰۰ |
| ۲۰۱۴    | ۲۱                               | تنسی                 | پارک ملی کوههای بزرگ اسموکی                                     |           | January 27, 2014 (May 22, 1926)        | ۹۹٬۴۰۰٬۰۰۰  | ۷۳٬۲۰۰٬۰۰۰  | ۱۷۲٬۶۰۰٬۰۰۰ |
| ۲۰۱۴    | ۲۲                               | ویرجینیا             | پارک ملی شناندو                                                 |           | March 31, 2014 (May 22, 1926)          | ۱۹۷٬۸۰۰٬۰۰۰ | ۱۱۲٬۸۰۰٬۰۰۰ | ۳۱۰٬۶۰۰٬۰۰۰ |
| ۲۰۱۴    | ۲۳                               | یوتا                 | پارک ملی Arches                                                 |           | June 9, 2014 (April 12, 1929)          | ۲۵۱٬۴۰۰٬۰۰۰ | ۲۱۴٬۲۰۰٬۰۰۰ | ۴۶۵٬۶۰۰٬۰۰۰ |
| ۲۰۱۴    | ۲۴                               | کلرادو               | پارک ملی و حفاظت شده تل ماسه‌های بزرگ                            |           | August 25, 2014 (March 17, 1932)       | ۱۷۱٬۸۰۰٬۰۰۰ | ۱۵۹٬۶۰۰٬۰۰۰ | ۳۳۱٬۴۰۰٬۰۰۰ |
| ۲۰۱۴    | ۲۵                               | فلوریدا              | پارک ملی زمین‌های باتلاقی                                        |           | November 3, 2014 (May 30, 1934)        | ۱۴۲٬۴۰۰٬۰۰۰ | ۱۵۷٬۶۰۱٬۲۰۰ | ۳۰۰٬۰۰۱٬۲۰۰ |
| ۲۰۱۵    | ۲۶                               | نبراسکا              | خانه رعیتی بنای یادبود ملی امریکا                               |           | February 9, 2015 (March 19, 1936)      | ۲۴۸٬۶۰۰٬۰۰۰ | ۲۱۴٬۴۰۰٬۰۰۰ | ۴۶۳٬۰۰۰٬۰۰۰ |
| ۲۰۱۵    | ۲۷                               | لوئیزیانا            | جنگل ملی Kisatchie                                              |           | April 13, 2015 (June 3, 1936)          | نامشخص      | نامشخص      | نامشخص      |
| ۲۰۱۵    | ۲۸                               | کارولینای شمالی      | بزرگراه Blue Ridge                                              |           | June 22, 2015 (June 30, 1936)          | نامشخص      | نامشخص      | نامشخص      |
| ۲۰۱۵    | ۲۹                               | دلوار                | پناهگاه ملی حیات وحش Bombay Hook                                |           | September 14, 2015 (June 22, 1937)     | نامشخص      | نامشخص      | نامشخص      |
| ۲۰۱۵    | ۳۰                               | نیویورک              | پارک ملی تاریخی Saratoga                                        |           | November 16, 2015 (June 1, 1938)       | نامشخص      | نامشخص      | نامشخص      |
| ۲۰۱۶    | ۳۱                               | ایلینوی              | جنگل ملی شاونی                                                  | TBD       | February 8, 2016 (September 6, 1939)   | TBA         | TBA         | TBA         |
| ۲۰۱۶    | ۳۲                               | کنتاکی               | Cumberland Gap National Historical Park                         | TBD       | April 11, 2016 (June 11, 1940)         | TBA         | TBA         | TBA         |
| ۲۰۱۶    | ۳۳                               | ویرجینیای غربی       | Harpers Ferry National Historical Park                          | TBD       | June 20, 2016 (June 30, 1944)          | TBA         | TBA         | TBA         |
| ۲۰۱۶    | ۳۴                               | داکوتای شمالی        | پارک ملی تئودور روزولت                                          | TBD       | September 12, 2016 (February 25, 1946) | TBA         | TBA         | TBA         |
| ۲۰۱۶    | ۳۵                               | کارولینای جنوبی      | Fort Moultrie (Fort Sumter National Monument)                   | TBD       | November 14, 2016 (April 28, 1948)     | TBA         | TBA         | TBA         |
| ۲۰۱۷    | ۳۶                               | لوآ                  | Effigy Mounds National Monument                                 | TBD       | TBD 2017 (October 25. 1949)            | TBA         | TBA         | TBA         |
| ۲۰۱۷    | ۳۷                               | منطقه کلمبیا         | Frederick Douglass National Historic Site                       | TBD       | TBD 2017 (September 5, 1962)           | TBA         | TBA         | TBA         |
| ۲۰۱۷    | ۳۸                               | میسوری               | Ozark National Scenic Riverways                                 | TBD       | TBD 2017 (August 27, 1964)             | TBA         | TBA         | TBA         |
| ۲۰۱۷    | ۳۹                               | نیوجرسی              | جزیره ایلیس (Statue of Liberty National Monument)               | TBD       | TBD 2017 (May 11, 1965)                | TBA         | TBA         | TBA         |
| ۲۰۱۷    | ۴۰                               | ایندیانا             | George Rogers Clark National Historical Park                    | TBD       | TBD 2017 (July 23, 1966)               | TBA         | TBA         | TBA         |
| ۲۰۱۸    | ۴۱                               | میشیگان              | Pictured Rocks National Lakeshore                               | TBD       | TBD 2018 (October 15, 1966)            | TBA         | TBA         | TBA         |
| ۲۰۱۸    | ۴۲                               | ویسکانسین            | Apostle Islands National Lakeshore                              | TBD       | TBD 2018 (September 26, 1970)          | TBA         | TBA         | TBA         |
| ۲۰۱۸    | ۴۳                               | مینه سوتا            | پارک ملی ویاجورز                                                | TBD       | TBD 2018 (January 8, 1971)             | TBA         | TBA         | TBA         |
| ۲۰۱۸    | ۴۴                               | جورجیا               | Cumberland Island National Seashore                             | TBD       | TBD 2018 (October 23, 1972)            | TBA         | TBA         | TBA         |
| ۲۰۱۸    | ۴۵                               | رودآیلند             | Block Island National Wildlife Refuge                           | TBD       | TBD 2018 (April 12, 1973)              | TBA         | TBA         | TBA         |
| ۲۰۱۹    | ۴۶                               | ماساچوست             | Lowell National Historical Park                                 | TBD       | TBD 2019 (June 5, 1978)                | TBA         | TBA         | TBA         |
| ۲۰۱۹    | ۴۷                               | جزایر ماریانای شمالی | American Memorial Park                                          | TBD       | TBD 2019 (August 18, 1978)             | TBA         | TBA         | TBA         |
| ۲۰۱۹    | ۴۸                               | گوآم                 | War in the Pacific National Historical Park                     | TBD       | TBD 2019 (August 18, 1978)             | TBA         | TBA         | TBA         |
| ۲۰۱۹    | ۴۹                               | تکزاس                | پارک تاریخی ملی میسیون‌های سن آنتونیو                            | TBD       | TBD 2019 (November 10, 1978)           | TBA         | TBA         | TBA         |
| ۲۰۱۹    | ۵۰                               | آیداهو               | Frank Church—River of No Return Wilderness                      | TBD       | TBD 2019 (July 23, 1980)               | TBA         | TBA         | TBA         |
| ۲۰۲۰    | ۵۱                               | ساموآی غربی          | پارک ملی آمریکن ساموا                                           | TBD       | TBD 2020 (October 31, 1988)            | TBA         | TBA         | TBA         |
| ۲۰۲۰    | ۵۲                               | کانتیکت              | Weir Farm National Historic Site                                | TBD       | TBD 2020 (October 31, 1990)            | TBA         | TBA         | TBA         |
| ۲۰۲۰    | ۵۳                               | جزایر ویرجین         | Salt River Bay National Historical Park and Ecological Preserve | TBD       | TBD 2020 (February 24, 1992)           | TBA         | TBA         | TBA         |
| ۲۰۲۰    | ۵۴                               | ورمانت               | Marsh-Billings-Rockefeller National Historical Park             | TBD       | TBD 2020 (August 26, 1992)             | TBA         | TBA         | TBA         |
| ۲۰۲۰    | ۵۵                               | کانزاس               | Tallgrass Prairie National Preserve                             | TBD       | TBD 2020 (November 12, 1996)           | TBA         | TBA         | TBA         |
| ۲۰۲۱    | ۵۶                               | آلاباما              | Tuskegee Airmen National Historic Site                          | TBD       | TBD 2021 (November 6, 1998)            | TBA         | TBA         | TBA         |

## نقشه سال ضرب
نقشه نشان می‌دهد که در هر سال قرار است که تصویر سکه از کدام ایالت انتخاب و ضرب شود.

|  |